# 10069 Fontenelle
10069 Fontenelle (1989 CW2) là một tiểu hành tinh vành đai chính được phát hiện ngày 4 tháng 2 năm 1989 bởi E. W. Elst ở Đài thiên văn Nam Âu. Nó được đặt theo tên Bernard Le Bovier de Fontenelle, a French author.